# 片岡 (平塚市)
片岡（かたおか）は、神奈川県平塚市の大字。

## 概要
神奈川県平塚市金目地区の一つ。片岡地区は、金目川をまたいでいて、北の方角には田畑が広がり、南の方角には片岡神社や住居が多い。東名高速道路と接続する小田原厚木道路平塚インターがある為都内や箱根など行きやすく割と交通の便は良い。又、片岡停留所では平塚駅行、秦野駅行が10分に1本のペースで運行している。
片岡北停留所では、本数は少ないものの大磯駅行、伊勢原駅行きが運行している。

## 地理

### 河川
- 金目川

### 地価
住宅地の地価は、2023年（令和5年）1月1日の公示地価によれば、片岡字稲荷山1173番7外の地点で7万円/m2となっている。

## 世帯数と人口
2023年（令和5年）9月1日現在（平塚市発表）の世帯数と人口は以下の通りである。
| 大字 | 世帯数    | 人口    |
| ---- | --------- | ------- |
| 片岡 | 1,324世帯 | 3,169人 |

### 人口の変遷
国勢調査による人口の推移。
| 年                 | 人口  |
| ------------------ | ----- |
| 1995年（平成7年）  | 3,292 |
| 2000年（平成12年） | 3,329 |
| 2005年（平成17年） | 3,320 |
| 2010年（平成22年） | 3,324 |
| 2015年（平成27年） | 3,239 |
| 2020年（令和2年）  | 3,245 |

### 世帯数の変遷
国勢調査による世帯数の推移。
| 年                 | 世帯数 |
| ------------------ | ------ |
| 1995年（平成7年）  | 1,090  |
| 2000年（平成12年） | 1,160  |
| 2005年（平成17年） | 1,213  |
| 2010年（平成22年） | 1,238  |
| 2015年（平成27年） | 1,249  |
| 2020年（令和2年）  | 1,307  |

## 学区
市立小・中学校に通う場合、学区は以下の通りとなる（2023年8月時点）。
- 番・番地等 : 全域
  - 小学校 : 平塚市立金目小学校
  - 中学校 : 平塚市立金目中学校

## 事業所
2021年（令和3年）現在の経済センサス調査による事業所数と従業員数は以下の通りである。
| 大字 | 事業所数 | 従業員数 |
| ---- | -------- | -------- |
| 片岡 | 81事業所 | 844人    |

### 事業者数の変遷
経済センサスによる事業所数の推移。
| 年                 | 事業者数 |
| ------------------ | -------- |
| 2016年（平成28年） | 82       |
| 2021年（令和3年）  | 81       |

### 従業員数の変遷
経済センサスによる従業員数の推移。
| 年                 | 従業員数 |
| ------------------ | -------- |
| 2016年（平成28年） | 582      |
| 2021年（令和3年）  | 844      |

## 交通
- 神奈川県道62号平塚秦野線
- 神奈川県道63号相模原大磯線

## 施設
- 神奈川県立子ども自立生活支援センター[15]

## その他

### 日本郵便
- 郵便番号 : 259-1213[3]（集配局 : 平塚郵便局[16]）。